# Marie Charousová-Gardavská
Marie Charousová-Gardavská (14. února 1893, Železný Újezd – 10. ledna 1967, Praha) byla česká autorka dětských knih.

## Život
Marie Charousová-Gardavská se narodila 14. února 1893 v Železném Újezdě u Blovic. Její otec, Jakub Gardavský, byl řídící učitel. Po studiích pracovala v Praze jako učitelka, v roce 1921 se vdala za pedagoga Čeňka Charouse, též autora a spoluautora dětských knih. Podle matričního záznamu se odhlásila z římskokatolické církve v roce 1921 a navrátila v roce 1923. Napsala řadu knih pro děti a dospívající mládež. Dopisovala si s Františkem Hrubínem a Václavem Trojanem, pro kterého napsala libreto k jeho jediné opeře Kolotoč a též texty ke třem jeho dětským sborům. Je autorkou řady pro děti a dospívající mládež. S manželem je též spoluautorkou knižně vydaných učebních pomůcek.
Zemřela 10. ledna 1967 v Praze.

## Dílo
- U Zmrzlíčků (hra pro děti, vydal Evžen J. Rosendorf, Praha, 1936)
- Holčičky z křívé ulice (il. V. Živný, nakladatel Vojtěch Šeba, Praha, 1938)
- Kouzelný klobouk pana Blahouta (divadelní hra, 1938)[4]
- Dětské hry, Indiánský pochod, Vlak (texty k dětským sborům Václava Trojana,1939)
- Kouzelné obálky (příběh vznešených koček Izy, Ati a Polinky a jejich kamaráda, psa Čamčula Ham; ilustrace Vojtěch Kubašta, vydalo Doležalovo nakladatelství Červený Kostelec, 1943)
- Kolotoč (libreto k opeře Václava Trojana, 1936-1939; první uvedení v rozhlase 1942)
- Malečkův kamarád (spoluautorka s manželem Čeňkem Charousem; sportovní román ze života chlapců; il. František Horník, vydal Vojtěch Šeba, 1941)
- Kolečko roku (poezie, 1941)
- Kouzelné dálky (pohádky, 1943)
- Růžový den (dívčí román, ilustrace Antonín Marek Machourek, vydalo Doležalovo nakladatelství Červený Kostelec, 1944)
- Diktáty pro školy I. a II. stupně (spoluautorka s manželem Čeňkem Charousem, Státní nakladatelství Praha, 1947 a 1948)

### Kouzelné obálky (obsah knihy)
Nejznámější dětská kniha Marie Charousové-Gardavské vypráví o třech vznešených angorských kočkách. Jmenují se Iza, Aťa a Polinka a žijí v zelené vile, chodí v zelených šatech a na svět se dívají zelenými lorňony. Jsou bohaté a ve všem je o ně postaráno; jen nic nevědí o životě za plotem domu. Až když jim kluci nabídnou turecký med z matějské pouti, rozhodnou se, že se na pouť musí taky podívat. Zelené auto je tam zaveze a kočky se seznámí s babičkou, která prodává kouzelné obálky, a s jejím papouškem. Taky se spřátelí se slepičkou a psem Čamčulou Ham. S jejich pomocí vykouzlí pro děti a jejich rodiče další kouzelné obálky a do nich všechno, co si děti mohou přát. („Koloběžky, harmoniky, stavebnice, velký míč …. loutky, hračky, datle, fíky, k zakletému zámku klíč.“) V poslední obálce je klíč k zakletému zámku; kočky nakonec přijdou na to, že zakletý zámek je jejich vila a podělí se o své bohatství s dětmi a babičkou z pouti.
Půvabné celostránkové barevné ilustrace Vojtěcha Kubašty znásobily poezii této knihy.

## Filmografie
- Kolotoč (televizní inscenace opery Václava Trojana dle libreta Marie Charousové-Gardavské; Československá televize 1967)